# Peter Jekabsons
| 3894 Williamcooke | 14 agosto 1980   |
| 3929 Carmelmaria  | 16 novembre 1981 |

Peter Jekabsons (1943 – 1990) è stato un astronomo e pittore australiano.
Il Minor Planet Center gli accredita la scoperta di due asteroidi, effettuate tra il 1980 e il 1981, di cui una in collaborazione con Michael Philip Candy.
Gli è stato dedicato l'asteroide 3188 Jekabsons.
Come pittore dipingeva soggetti ispirati alle osservazioni astronomiche. Molte sue opere sono esposte all'Osservatorio di Perth.